# Saint-Germain-du-Pinel
Saint-Germain-du-Pinel é uma comuna francesa na região administrativa da Bretanha, no departamento Ille-et-Vilaine. Estende-se por uma área de 11,23 km². Em 2010 a comuna tinha 955 habitantes (densidade: 85 hab./km²).